# 默东站
默东站是法国的一个铁路车站，位于法国城市默东，距离巴黎西南大约7公里，属于第三收费区（Zone 3）。

## 位置
默东站位于默东市区的北部，巴黎－布雷斯特铁路7.55公里处。车站大致呈东西走向，其中站台及铁路股道位于车站站房下方，入口开口朝东。

## 设施
默东站设有人工售票窗口，其开放时间为每天的6:15~13:00和13:30~20:45。默东站站内设有自动售票机等设施，并设有自动闸机，前往站台的乘客需持有有效车票。

## 停靠线路
| 默东站列车线路表（区域线路）          |        |           |          |              |
| 起点                                  | 上一站 | 线路      | 下一站   | 终点         |
| 塞夫尔右岸 普雷西尔 朗布叶 芒特拉若利 | 美景   | [T] · [N] | 克拉马尔 | 巴黎蒙帕纳斯 |

## 配套交通

### 长途客车
默东站附近暂无固定的长途大巴车线路。当铁路线施工或罢工时，SNCF可能会提供途径该线路沿途站点的大巴车。

### 市内交通
| 默东站附近的市内公共交通线路 |            |                                       |
| 公交车站名称                 | 位置       | 停靠线路                              |
| Gare SNCF 火车站             | 默东站门口 | - 569路（TIM线）：默东-美景站（环线） |
| 1. 2.                        |            |                                       |

### 社会车辆
默东站门口设有社会车辆停车场。

## 临近车站
| 默东站（Gare de Meudon）       |                    |                |
| 上行车站                       | 线路               | 下行车站       |
| 克拉马尔站 2.4km ←             | 巴黎－布雷斯特铁路 | 美景站 → 0.9km |
| - 本表仅显示运营中的线路及车站 |                    |                |